# Satyrus chitralica
Satyrus chitralica är en fjärilsart som beskrevs av Robert Christopher Tytler 1926. Satyrus chitralica ingår i släktet Satyrus och familjen praktfjärilar. Inga underarter finns listade.